# Los Lavaderos, Guerrero
Los Lavaderos är en ort i Mexiko.   Den ligger i kommunen General Heliodoro Castillo och delstaten Guerrero, i den södra delen av landet, 220 km sydväst om huvudstaden Mexico City. Los Lavaderos ligger 2 243 meter över havet och antalet invånare är 243.
Terrängen runt Los Lavaderos är varierad. Los Lavaderos ligger uppe på en höjd. Runt Los Lavaderos är det ganska glesbefolkat, med 21 invånare per kvadratkilometer. Närmaste större samhälle är Tlacotepec, 19,2 km nordost om Los Lavaderos. I omgivningarna runt Los Lavaderos växer huvudsakligen savannskog.